# Эль-Кунейтра (район)
Район Эль-Кунейтра (араб. منطقة القنيطرة‎) — один из двух районов мухафазы Эль-Кунейтра в южной части Сирии. Это самый северный из двух районов, южнее располагается Фик. Часть района Эль-Кунейтра оккупирована Израилем с 1967 года, часть входит в буферную зону зону сил ООН по наблюдению за разъединением с 1974 года, а остальная территория находится под контролем Сирии.
Административном центром района является город Эль-Кунейтра. Согласно переписи 2004 года, численность района составляла 64 680 человек. Однако эта статистика охватывает только территории, находящиеся под сирийским контролем, и не учитывает население районов, расположенных в зоне израильской оккупации.

## Нахии
Район Эль-Кунейтра разделён на четыре нахии (численность населения по состоянию на 2004 год):
| Код      | Название     | Площадь    | Население | Карта |
| -------- | ------------ | ---------- | --------- | ----- |
| SY140000 | Эль-Кунейтра | 332,75 км² | 4318      |       |
| SY140001 | Хан Арнаба   | 368,68 км² | 42 980    |       |
| SY140002 | Хишания      | 346,15 км² | 17 382    |       |
| SY140003 | Масаада      | 264,99 км² | 0         |       |